# Мирослав Рогић
Мирослав Рогић (Бања Лука, ФНРЈ, 1953) српски је универзитетски професор и доктор техничких наука. Бивши је декан Машинског факултета Универзитета у Бањој Луци.

## Биографија
Мирослав Рогић је рођен 1953. године у Бањој Луци, ФНРЈ. Звање дипломираног инжењера машинства стекао је 1976. године на Машинском факултету Универзитета у Бањој Луци, а звање магистра техничких наука (1980) и доктора техничких наука (1988) на Факултету стројарства и бродоградње у Загребу.
Шеф је Катедре за аутоматизацију и механизацију. Предаје на предметима: Аутоматизација и визуализација процеса, Индустријска роботика, Индустријски и мобилни роботи, Основе роботике, Транспортна техника и Управљачка и комуникациона техника (Fieldbus техника).